# Škoda 28Tr Solaris
Škoda 28Tr Solaris (укр. Шкода 28Тр «Соларіс») — 14.6-метровий низькопідлоговий тролейбус, що випускається з 2008 році чеською компанією Skoda Electric. Нині обсяг виробництва невеликий, протягом 2008—2016 років випущено 35 екземплярів, які усі працюють у Чехії. Škoda 28Tr є спільним проектом виробництва польської компанії Solaris Bus&Coach та Škoda Electric, де перша компанія виготовляє кузови на замовлення другої.
Візуально модель Skoda 28Tr Solaris, має схожість з Solaris Trollino 15, але кузова в них є різними. Також в них різне електробладнання та агрегати.
Skoda 28Tr не є єдиним, що побудований на базі тролейбусів Solaris, також випускається Škoda 26Tr Solaris і зчленований Škoda 27Tr Solaris.

## Описання моделі
Корпус (Кузов) Тролейбуса Skoda 28Tr побудований на замовлення в польської компанії Solaris Bus&Coach. Завдяки своїм габаритам, тролейбус добре пристосований для роботи у великих містах для перевезення великих мас пасажирів, і попри свої габарити, лишається досить вертким. Сам по собі, тролейбус є досить крупним і високим: довжина тролейбуса, як і у Trollino 15, становить 14.6 метра; і Skoda 28Tr є одним з найперших тролейбусів завдовжки 14—15 метрів (найпершим був якраз Trollino 15), до того тролейбуси випускалися лише 12-метрові (стандартної довжини) і 18-метрові (або менше) — двосекційні. Кузов і обшивка тролейбуса зроблені з корозієстійкої нержавіючої сталі, боковини і дах із неіржавкої сталі; передок і задок облицьовані шаром склопластику; корозієстійка сталь забезпечує кузову надійність і довговічність та забезпечує високий ресурс роботи кузова, як і у довговічних тролейбусів та автобусів Solaris; сам кузов односекційний, вагонного компонування, тримальний (тобто, вже є готовий кузов і усі агрегати чіпляються на кузов, а не на раму), щодо рами, то вона усе ж є, однак вона інтегрована з кузовом. По зовнішніх елементах, від Solaris Trollino 15 нови 28Тр мало відрізняється.
Передок тролейбуса зроблений, як у найновішому поколінні Trollino — високий, майже прямий із панорамним і суцільним лобовим склом. Лобове скло тролейбуса суцільне і панорамне, гнуте і безколірне; на тролейбусі застосовано трамвобезпечне лобове скло «триплекс», тобто безскалкове лобове скло, скло, що двох боків обклеєне одним або більше шарами пластику, і при сильному ударі, розбиті осколки залишаються у масі, оскільки вони утримуються і не можуть нікого травмувати, розбите скло залишається у масі до повної заміни склопакету. Завдяки тому, що вітрове скло панорамне і суцільне, водієві створюється максимальний комфорт за ситуацією на дорозі. У тролейбуса використані два тришвидкісні склоочисники (горизонтального типу, як у переважної більшості транспорту з панорамним суцільним вітровим склом) з великими полотно-насадками, завдяки ним, очищується максимально можлива частина поверхні від опадів. Світлотехніка на передку представлена 10 фарами та двома передніми габаритними вогнями. Фари тролейбуса округлі та малого розміру, проте виглядають сучасно і симпатично, мають високу потужність та лінзове скління, яким оснащені вони усі; протитуманні фари та фари дальнього світла також мають високу потужність та лінзове скління. Бампер тролейбуса зварний, білого кольору (при звичайному пофарбуванні, а «смужка», де розміщені фари тролейбуса сріблястого кольору), за габарити не виступає, чіткоокреслений. На тролейбусі можна побачити дві емблеми: окрім звичайної емблеми фірми Skoda Electric, наявна і емблема Solaris Bus&Coach (з підписом Solaris), оскільки тролейбус зроблений на базі Solaris Trollino 15 i Urbino 15. Окрім цього, на передку тролейбуса бувають і інші символи, які є характерними для європейських тролейбусів. Один з них було перейнято з Solaris Bus&Coach: це весела симпатична такса, що розміщена з лівого боку на передку під лобовим склом; симпатична такса позначує, що тролейбус є досить великим (довге тіло), дружнім до екології (тролейбус — екологічно-чистий вид транспорту, на це вказує зелене забарвлення симпотної такси), низькопідлоговим (такса має короткі лапи і є приземкуватою), до того ж, такса позначує і підвищену увагу до пасажирів. На тролейбуси клеїться трохи інший символ з такою, аніж, наприклад, на автобуси Solaris, такса на тролейбусах має довгий повідець, що символізує штангу тролейбуса. Окрім такси, на передку можуть розміщуватися і такі умовні позначення, як іконка з інвалідом на синьому фоні, що позначує те, що тролейбус може перевозити інвалідів у візках, і іконка людини з паличкою на синьому фоні, що позначує те, що тролейбус може перевозити людей похилого віку і маломобільних громадян, та є зручним для них. Бокові дзеркала заднього виду сферичного типу, вони звішуються над кабіною у стилі «вуха кролика», та мають додаткові дзеркала (як наприклад, праве дзеркало) для кращого контролю за ситуацією позаду тролейбуса; бокові дзеркала заднього виду оснащені електропідігрівом, що запобігає їхньому запотіванню та обмороженню. Над лобовим склом розміщений передній рейсовказівник тролейбуса — це сучасне електронне табло з суцільним дисплеєм. Табло має і спеціальні функції, що можуть показувати не тільки маршрути, а і паузи, наприклад; керується електронне табло з місця водія. Ще один рейсовказівник розміщений на задньому звісі, однак він малий та показує лише номер маршруту.
На боковинах тролейбуса розміщені спеціальні кнопки, для аварійного відкриття дверей у випадку заїдання дверного приводу. Також на боковинах розміщено чимало габаритних ліхтарів, завдяки яким (і завдяки світлотехніці) тролейбус добре видно у умовах темної пори доби. Моторний відсік тролейбуса розміщений за задньою панеллю тролейбуса, на відміну від Solaris Trollino 15, розміщення двигуна не забирає частину заднього ряду сидінь, і розміщений під підлогою. Двигун та електроустаткування тролейбуса є повністю чеським: тролейбус комплектується асинхронним двигуном Skoda 33ML3550 K/4 (може застосовуватися і на Trollino 15), потужністю 240 кіловат. Система управління — IGBT-транзисторна (транзисторна на IGBT модулях), яка дозволяє значно економити витрачену електроенергію (за рахунок рекуперації, тобто повернення енергії, при гальмуванні, це дозволяє економити витрачену енергію на 15—40 відсотків). Окрім звичайного електродвигуна, на тролейбус можуть встановлюватися і акумуляторні батареї для автономного ходу тролейбуса без з'єднання з контактною мережею; акумуляторні батареї можуть ставитися і на Trollino 15, завдяки яким, тролейбус може проїхати не менше 10 кілометрів на батареях. Але це не усе: на Skoda 28Tr Solaris може встановлюватися дизельно-генераторна установка (для виробництва електроенергії, звичайно), при цьому, зазвичай на акумуляторних батареях тролейбус рухається досить повільно, а на ДГУ збережеться транспортна швидкість, на ДГУ тролейбус може проїхати значно більшу відстань, аніж на батареях. У тролейбуса високий рівень ізоляції електроустаткування, наприклад, котушки, на яких утримуються штанги занесені у спеціальний пластиковий чохол, а у контейнері електроустаткування подвійний рівень ізоляції. Крім того, є і така альтернатива, як напівавтоматичне штанговловлювання, а штанги при сповзанні з електромережі фіксуються на даху у горизонтальному положенні; спускання та підймання пантографів (штанг) може керуватися з місця водія.
Що стосується ходових частин, то мости тролейбуса виконані німецькою фірмою ZF, тролейбус є тривісним (через його габарити на навантаження на задню вісь потрібна і додаткова вісь), колеса мають диски (передні); тяговий міст тролейбуса — центральний; передній міст — портального типу. Передня підвіска незалежна, задня залежна пневматична; тролейбус має спеціальні регулятори рівня підлоги та систему кнілінгу ECAS. Гальмівна система тролейбуса:
- електродинамічне гальмо - основне гальмо за допомогою електродвигуна (гальмо, що приводиться в дію натиском педалі гальма і сила натиску залежить від сповільнення)
- пневматичні гальма двоконтурне гальмо (з розділом по осях)
- стоянкове гальмо — представлене ручним важелем, який діє на гальмівні механізми коліс тягового (центрального) моста.
- ABS — у тролейбуса наявна антиблокувальна система ABS;
- ASR — у тролейбуса наявна антибуксувальна система ASR.

Задня панель тролейбуса мало відрізняється від Trollino 15: у тролейбуса наявне суцільне заднє скло. Задній бампер тролейбуса чітко окреслений, білого кольору (стандартного фарбування). Також ззаду наявний задній рейсовказівник, однак він малий та показує лише номер маршруту. До салону тролейбуса ведуть три двостулкові двері поворотно-зсувного типу; задні двері розташовані поза «базою» і розміщені за допоміжною третьою віссю, тому є найвіддаленішими з усіх; двері тролейбуса є досить широкими, та мають систему проти защемлення пасажирів, двері відходять на попередню позицію, якщо затискують щось. Тролейбус Skoda 28Tr Solaris, як і його польський аналог, є повністю низько підлоговим від початку до кінця, висота його підлоги до землі становить 32 сантиметри у передній і 33 у задній, тобто навіть ще нижче від Solaris Trollino 15 (у нього було 32 і 34 відповідно); завдяки низькому рівню підлоги, тролейбус є зручним для усіх пасажирів і комфортний для маломобільних громадян, до того ж, має систему кнілінгу ECAS, систему кнілінгу, завдяки якій можна понизити або підвищити рівень підлоги на кілька сантиметрів (на 7 і 6 відповідно, це зазвичай робиться на зупинках), тобто до 25—26 сантиметрів, до рівня тротуару. В залежності застосування у різних тролейбусних системах на боковинах а також у середині салону є спеціальні кнопки для відкриття дверей на зупинках.
Салон має сучасний дизайн та виконаний з високим рівнем комфорту для пасажирів. Підлога салону застелена суцільнотягненим листом лінолеуму з блискітками. Поручні тролейбуса виконані зі сталевої труби та покриті полімерною фарбою, таким чином вони стійкі до корозії і до фізичної дії. Вертикальні поручні розміщено біля кожного з ряду сидінь, на деяких з них розміщені кнопки виклику до водія; горизонтальні поручні розміщені уздовж усього салону, вони розміщені зручно для пасажирів, також вони оснащені пластиковими ручками для більшого комфорту. Сидіння тролейбуса напівм'які, роздільного типу (хоча, у салоні вони майже усюди розміщені попарно); спинки сидінь зроблені з твердою пластмасою, сидіння ківшевого стилю, мають обшивку, і спинок, і подушок синтетичною тканиною (зазвичай, синього кольору) і можуть бути розшиті малюнками та надписами; у сидінь є спеціальні пластикові ручки, для стоячих пасажирів, що стоять поруч. Сидіння, як було згадано вище, розміщені у переважній більшості попарно, ті сидіння, що розміщені на колісних арках або задній ряд (там, де розміщений моторний відсік та двигун тролейбуса) розміщені на невисоких помостах; на деяких з сидінь розміщені підлокітники для ще більшого комфорту. Тепер місце розміщення двигуна не забирає двох сидінь (як у Trollino 15), і задній ряд складається з 5 крісел. У тролейбуса досить вдале розміщення сидінь, деякі ряди розміщені навпроти один одного, це сприяє збільшенню місця для проходу між рядами; у тролейбуса немає такої характерної для багатьох автобусів та тролейбусів вади, як вузькі проходи через широкі крісла або інші фактори: сидіння розміщені компактно, і проходи між сидіннями є досить великою, отже і зручною для пасажирів. Усього у салоні розміщено 43 сидіння, тролейбус не має надмірної кількості сидінь та вузьких проходів, які б могли дещо вплинути на місткість та комфорт пасажирів у цілому; так тролейбус може при нормальній місткості перевозити 135 пасажирів.
Оскільки тролейбус є низькопідлоговим, він здатен перевозити маломобільних громадян, як людей похилого віку та пасажирів-інвалідів, і у нього є усе необхідне для перевезення інвалідів. У тролейбуса широкі двері, а навпроти середніх дверей розміщений висувний пандус для в'їзду, що складається вручну, однак, є і така альтернатива, як автоматичний пандус, який керується з місця водія. Майже навпроти середніх дверей розміщена накопичувальний майданчик, де відведене місце для інвалідного візка (там може розміщуватися і іконка з позначенням про інвалідне місце). На ній розміщене спеціальне відкидне крісло та ремені безпеки для візка. У разі необхідності, є і кнопка виклику до водія. Завдяки низькій підлозі, тролейбус може перевозити не тільки інвалідів, а і дитячі візочки та й узагалі будь-що порівняно невеликих розмірів на колесах.
Бокові вікна тролейбуса є тонованими, крім того, тролейбус оснащений усіма травмобезпечними безскалковими склопакетами, безскалковими є, як лобове, бокові так і заднє скло, бокові склопакети тролейбуса тоновані і великого розміру, і тому є зручним для людей будь-якого зросту. Освітлення у салоні діє за допомогою великих плафонових світильників, що розміщені на дасі салоні; окрім цього, у темну пору доби біля дверного приводу при відкритті дверей загоряється лампа. У тролейбуса досить потужна система вентиляції: окрім зсувних кватирок на бокових вікнах, та люків на даху, є 3 двошвидкісні вентилятори, окрім них, як альтернативна опція, у салоні може встановлюватися кондиціонер. У Шкоди 28Тр також потужна система обігріву електричними калориферами. Також у салоні є система автоінформатора. Також перевагою салону є дуже високий дах, висота якого становить 237 сантиметрів, тому тролейбус є зручним для пасажирів високого зросту.
Кабіна водія відокремлена від салону суцільною перегородкою, однак спеціальної стулки передніх дверей, як у Trollino 15, яка відкривається автономно так слугує для входу/виходу водія немає. Хоча, з боку салону це є перевагою, оскільки завдяки значно вужчій кабіні значно зменшується «забитість» салону у передній частині (як це буває, якщо для пасажирів є одна стулка та досить вузький прохід для пасажирів). Водійське місце та його дизайн мало відрізняються від відповідного місця у Solaris Trollino 15. Оскільки окремої стулки до кабіни немає, є двері до кабіни з салону, вони теж мають тоновані склопакети та розвинуте скління. Приладова панель тролейбуса аналогічна як у Solaris  Trollino, вона зроблена у вигляді напівкруга, з пластмаси та забарвлена у сірий колір. Оскільки двері входу/виходу з лівого боку немає, наявна і додаткова панель з лівого боку від водія. Клавіші, потрібні при управлінні, розміщені по боках приладової панелі, важіль ручного гальма малого розміру, досить легкий у користуванні та розміщений на допоміжній панелі. Клавіші відкриття дверей, включення аварійної сигналізації розміщені з правого боку, управління кондиціонуванням та опаленням з лівого. Показникові прилади тролейбуса розміщені посередині приладової панелі; Інші ж прилади занесені у сучасний електронний дисплей, яке також показує включені функції, і навіть такі параметри, як температуру повітря та стан дверей. Спідометр тролейбуса великого розміру та оцифрований до 125 км/год (однак, такої швидкості тролейбус не розвиває: транспортна швидкість тролейбуса менша цієї швидкості, вона складає >65 км/год, однак, зазвичай, у тролейбусів з електронними системами керування (IGBT) встановлюється електронний обмежувач швидкості MSC — Maximum Speed Control, обмеження, зазвичай залежить від міського обмеження, тобто, близько 60 км/год). У тролейбуса також є електронний одометр. Управління маршрутовказівниками розміщене зверху, там розміщене таке саме табло, тільки значно менше, з клавіатурою; також є система діагностування несправностей — є спеціальний апарат, який показує причини поломок. Кермова колонка тролейбуса оснащена гідропідсилювачем, кермова система — від німецької фірми ZF. Проблема підкермових важелів вирішена шляхом об'єднання їх у один мультиважіль, з багатьма різними функціями, як покази поворотів, включення фар, склоочисників, подача звукового сигналу тощо. Водійське крісло зручне і комфортабельне, розміщене на пневмопідвісці, спинка крісла регулюється, і крісло може відсуватися за допомогою спеціальних рейок; крісло обладнане підголівником. Крісло також обшите синтетичною тканиною синього кольору з розшитими малюнками і надписами. У кабіні водія також є усі необхідні речі для безпеки, наприклад, вогнегасник, аптечка; також кабіна оснащена великим дзеркалом заднього виду для огляду салону. Кондиціонування у салоні відбувається за рахунок вентилятора і зсувної кватирки, можливе і встановлення кондиціонера (як додаткова опція); опалення відбувається за рахунок одного конвектора. Освітлення у кабіні відбувається за допомогою плафонового світильника, показникові прилади, табло та клавіші мають індивідуальну підсвітку.

## Переваги моделі Skoda 28Tr Solaris

### Безпекатадизайн
Тролейбус Skoda 28Tr має сучасний та особливий дизайн. Кузов тролейбуса тримальний з інтегрованою рамою, кузов та обшивка зроблені із неіржавкої сталі, що забезпечують кузову надійність та довговічність. Ззовні тролейбус є вельми симпатичним — у нього панорамне лобове скло, електронні маршрутовказівники, передок також облицьований склопластиком (справжня обшивка зі сталі). Частину заднього скла вже не затуляє місце розміщення двигуна, тролейбус має високий ступінь електроізоляції; котушки занесені у чохли, а електроустаткування тролейбуса повністю загерметизовано та ізольовано від салону. Тролейбус оснащений сучасною системою управління на IGBT-модулях, що дозволяє значно зекономити до 40 відсотків електроенергії завдяки рекуперації при гальмуванні (будь-якому). Двері тролейбуса мають систему протизащемлення пасажирів, що є досить актуальним у годину-пік. Тролейбус обладнаний усіма травмобезпечними безскалковими склопакетами. У тролейбуса сучасний дизайн салону та місця водія а також високий рівень комфорту.

### Комфорт
Рівень комфорту для пасажирів у салоні є дуже високим. Слід відмітити вдале розміщення рядів та сидінь; комфортні пасажирські сидіння гарно розшиті та покриті антивандальною тканиною; у салоні розміщено 43 сидіння, з вдалим плануванням, а насамперед відсутність такої вади, як вузькі проходи між сидіннями, навпаки досить широкі. Двигун тролейбуса вдало сховано під підлогу, тому задній ряд сидінь є повним (складається з 5 крісел); у тролейбуса високий рівень шумоізоляці салону, завдяки шумоізоляційним матеріалам салону та моторного відсіку і хорошій якості двигуна. Слід відмітити також, що тролейбус є повністю низькопідлоговим від початку до кінця, що є зручним для усіх пасажирів, а насамперед для маломобільних людей. Тролейбус може перевозити інвалідів у візках, обладнаний спеціальним пандусом-рампою (який навіть може бути автоматичним та керується з місця водія), спеціальним накопичувальним майданчиком та спеціальним інвалідним місцем. У салоні розвинена система вентиляції та опалення, 3 вентилятори та водяне опалення завдяки нагріванню його у котлі + може встановлюватися і кондиціонер; у тролейбуса наявні тоновані склопакети, а під пасажирські зроблені обидві стулки передніх дверей, що значно зменшить характерну штовханину у передній частині салону. Місце водія також є зручним та комфортним, наявний апарат, що визначає поломки, у кабіні також можливе встановлення кондиціонера.

### Альтернативні можливості та додаткові опції
Як і Solaris Trollino 15, тролейбус розрахований на декілька альтернативних компонентів та додаткових можливостей, деякі з них як-от, встановлення дизельно-генераторної установки не має навіть Solaris Trollino 15:
- напівавтоматичні пантографи (тобто, спуск та підйом пантографів здійснюється не механічно, вручну, а з кабіни водія, дистанційно). Нині є і тролейбуси з цілком автоматичним штанговловлюванням (наприклад, Irisbus Cristalis ETB 12).
- встановлення акумуляторних батарей для автономного ходу;
- встановлення дизельно-генераторної установки для подолання великих відстаней поза контактною мережею. Однак: дизель-генератор служить для введення у дію електрогенератора, який буде виробляти електроенергію.
- встановлення кондиціонера у салоні та в кабіні водія;
- заміна звичайного висувного пандуса для в'їзду пасажирів у інвалідних візках на електричний, автоматичний.

## Технічні характеристики
| Skoda 28Tr Solaris                                        | Skoda 28Tr Solaris                                                            |
| --------------------------------------------------------- | ----------------------------------------------------------------------------- |
| Загальні дані                                             |                                                                               |
| Модель                                                    | Skoda 28Tr Solaris                                                            |
| Клас                                                      | міський тролейбус                                                             |
| Виробник                                                  | Skoda Electric a.s                                                            |
| Випускається з                                            | 2008                                                                          |
| Базований на, модель                                      | Solaris Trollino (покоління Mk3)                                              |
| Кількість випущених екземплярів                           | 35 (кін. 2016), експлуатуються у Чехії                                        |
| Кузов                                                     |                                                                               |
| Кузов (загальне описання)                                 | одноланковий, вагонного компонування, тримальний, інтегрований з рамою        |
| Каркас і обшивка кузова                                   | неіржавіюча сталь                                                             |
| Покриття боковин і даху                                   | алюмінієві листи + неіржавка сталь, личкування передка і задка склопластикове |
| Габаритні розміри                                         |                                                                               |
| Довжина, мм                                               | 14590                                                                         |
| Ширина, мм                                                | 2550                                                                          |
| Висота, мм                                                | 3490 (з кондиційною установкою)                                               |
| Передній звис, мм                                         | 2700                                                                          |
| Задній звис, мм                                           | 3400                                                                          |
| Поворотний діаметр, не менше                              | 25 метри                                                                      |
| Колісна база, мм                                          | 6800 (1→2 вісь) 1690 (2→3 вісь)                                               |
| Дорожній просвіт, мм                                      | 140                                                                           |
| Кут з'їзду, виїзду, °                                     | 7/7                                                                           |
| Елементи ззовні                                           |                                                                               |
| Світлотехніка (передок)                                   | 10 фар (2 протитуманні + 2 дальнього світла)                                  |
| Бампер                                                    | заварний, чіткоокреслений                                                     |
| Бокові дзеркала заднього виду                             | сферичного типу                                                               |
| Лобове скло                                               | панорамне, безскалкове                                                        |
| Склоочисники                                              | 2 горизонтального типу. 3-швидкісні                                           |
| Такса на передку                                          | наявна                                                                        |
| Маршрутовказівники                                        | електронні табло з різними функціями (детальніше у описанні моделі)           |
| Розташування мотовідсіку двигуна                          | ззаду за задньою панеллю, під підлогою                                        |
| Колеса                                                    | 295/80R×22.5 (радіальні/дискові); 6×2                                         |
| Осі, штук                                                 | 3 (6×2)                                                                       |
| Ходова частина, гальмівна система                         |                                                                               |
| Передня вісь                                              | ZF RL 85 A                                                                    |
| Тягова вісь (центральна), модель                          | ZF АВН 132                                                                    |
| Задня вісь, модель                                        | ZF RL 85 A/N                                                                  |
| Гальмівна система (робоча)                                | пневматична, двоконтурна                                                      |
| Ручне гальмо                                              | ручний важіль                                                                 |
| Додаткове гальмо                                          | електродинамічне                                                              |
| ABS                                                       | наявна                                                                        |
| ASR                                                       | наявна                                                                        |
| Передня підвіска                                          | незалежна                                                                     |
| Задня підвіска                                            | залежна пневматична з регулятором підлоги                                     |
| ECAS (кнілінг)                                            | наявна                                                                        |
| Салон                                                     |                                                                               |
| Кількість дверей і тип                                    | 3 двостулкові поворотно-зсувного типу+протизащемлення                         |
| Аварійне відкриття дверей                                 | кнопки біля дверей ззовні і над приводом усередині                            |
| Висота підлоги салону над дорогою, см                     | 32 (передній) 33 (задній) (без кнілінгу)                                      |
| Кнілінг на,                                               | 7 см униз ; 6 см уверх                                                        |
| Пандус для в'їзду інвалідних візків                       | відкидна рампа, відсувається і зсувається механічно (площа 1000×905, мм)      |
| Електричний пандус                                        | опція                                                                         |
| Розташування пандуса                                      | 2 (середні) двері                                                             |
| Спеціальна накопичувальний майданчик                      | наявна                                                                        |
| Інвалідне місце                                           | наявне                                                                        |
| Поручні                                                   | з тонкої сталевої труби, з антикорозійною обробкою                            |
| Сидіння                                                   | м'які, роздільні, ківшевого стилю з пластиковими тримачами для стоячих        |
| Кількість сидінь                                          | 43 штуки                                                                      |
| Висота салону, см                                         | 237 сантиметрів                                                               |
| Система компостування квитків                             | електронні апарати на поручнях                                                |
| Освітлення у салоні                                       | плафонові світильники на даху                                                 |
| Вентиляція у салоні                                       | представлена трьома двошвидкісними вентиляторами + можливий кондиціонер       |
| Бокові вікна                                              | тоновані чорним відтінком                                                     |
| Опалення у салоні                                         | водяне за допомогою нагрівання води у котлі                                   |
| Пасажиромісткість салону, чол                             | 135 (нормальна місткість)                                                     |
| Місце водія                                               |                                                                               |
| Кабіна водія                                              | відокремлена перегородкою від салону (окремої стулки немає)                   |
| Освітлення у кабіні                                       | кожен з показникових приладів і один плафоновий світильник                    |
| Вентиляція у кабіні                                       | через вентилятор і зсувну кватирку (можливий кондиціонер)                     |
| Крісло водія                                              | м'яке з підголівником на пневмопідвісці; регулюється спинка.                  |
| Приладова панель                                          | у формі напівкруга з твердого пластику                                        |
| Кермова система                                           | ZF 8098 Servocom з гідропідсилювачем                                          |
| Педалі                                                    | 2 керівні педалі                                                              |
| Двигун і динамічні характеристики                         |                                                                               |
| Тип двигуна                                               | асинхронний тяговий електродвигун                                             |
| Марка двигуна (для конкретно цієї модифікації)            | Škoda 33ML3550 K/4                                                            |
| Кількість двигунів                                        | 1                                                                             |
| Потужність електродвигуна, кіловат                        | 240                                                                           |
| Максимальна швидкість руху, км/год                        | ≥65                                                                           |
| Електроустаткування                                       |                                                                               |
| Система керування                                         | Тяговий частотний інвертор Škoda Blue Drive                                   |
| Система штанговловлювання                                 | механічна (вручну) або напівавтоматична (дистанційна) — додаткова можливість  |
| Струмоприймачі                                            | Lekov TSS                                                                     |
| Чи може їхати автономно?                                  | ні (додаткова можливість)                                                     |
| Автономний хід                                            |                                                                               |
| Дизельно-гнераторна установка                             |                                                                               |
| Напруга на струмоприймачах, Вольт                         | 600 або 750                                                                   |
| Бортова напруга, Вольт                                    | 24                                                                            |
| Низьковольтне обладнання, обмотки дротів                  | CAN-bus                                                                       |
| Рекуперація при гальмуванні, збереження електроенергії, % | 15—40                                                                         |
| Компресорний агрегат                                      | Hydrovane TA6                                                                 |
| Номінальна сила струму, Ампер                             | 220                                                                           |
| Апарат-діагностична система поломок                       | наявна у кабіні водія                                                         |
| Ізоляція комплекту тягового електроустаткування           | подвійна ізоляція, повне герметизування                                       |
| Котушки для дротів керування тролеями                     | поміщені у пластиковий захисний чохол                                         |